# Labracoglossa argenteiventris
Labracoglossa argenteiventris är en fiskart som beskrevs av Peters, 1866. Labracoglossa argenteiventris ingår i släktet Labracoglossa och familjen Kyphosidae. Inga underarter finns listade i Catalogue of Life.